# المعهد الوطني لريادة تكنولوجيا الأغذية وإدارتها
المعهد الوطني لريادة وإدارة تكنولوجيا الأغذية (NIFTEM) هو معهد للتعليم العالي يعتبر جامعيًا  يعمل تحت إشراف وزارة الصناعات الغذائية. يقدم منهجًا أكاديميًا في تكنولوجيا الأغذية والإمداد مما يؤهل إلى درجة البكالوريوس في التكنولوجيا وماجستير التكنولوجيا ودرجات الدكتوراه. يقع في منطقة كوندلي الصناعية في سونيبات، هاريانا، الهند.

## الأقسام الأكاديمية
تنقسم البرامج الأكاديمية إلى خمسة أقسام:
- علوم وتكنولوجيا الأغذية (FST)
- هندسة الأغذية (FE)
- الزراعة وعلوم البيئة (AES)
- العلوم الأساسية والتطبيقية (BAS)
- إدارة الأعمال الغذائية وتنمية ريادة الأعمال (FBM & ED)

## روابط خارجية
- الموقع الرسمي